# سوني ميوزيك الهند
سوني ميوزيك الهند هي شركة تسجيلات تديرها شركة سوني في مومباي، ماهاراشترا، الهند. بدأت الشركة عملياتها في عام 1997، وكانت أول شركة تسجيل في الهند مملوكة للأجانب بنسبة 100٪، حيث كانت شركة سوني شركة يابانية. من ديسمبر 2013 إلى مارس 2020، قامت الشركة بتوزيع إصدارات وارنر ميوزك غروب للسوق الهندية وسوق رابطة جنوب آسيا للتعاون الإقليمي، حتى تم إنشاء قسم Warner Music India. سوني ميوزيك إنديا هي أكبر شركة موسيقى مملوكة للأجانب في الهند، وثاني أكبر شركة تسجيلات في البلاد بشكل عام. تبلغ حصتها 25% من سوق الموسيقى الهندية، بعد تي سيريز، ومتقدمة على شركة زي ميوزيك كومباني، التي تربطها شراكة مع شركة Sony.  
سوني ميوزيك الجنوب تابعة لشركة سوني ميوزيك الهند وهي مصممة خصيصًا لأفلام جنوب الهند والألبومات المستقلة. إنهم يعملون حاليًا في تشيناي، تاميل نادو، الهند.